# Estêvão Willian
Estêvão Willian Almeida de Oliveira Gonçalves (* 24. April 2007 in Franca), auch bekannt als Estêvão Willian oder einfach nur Estêvão, ist ein brasilianischer Fußballspieler, der als Flügelspieler für die SE Palmeiras und die brasilianische Nationalmannschaft spielt. Er steht seit Juli 2025 beim Premier-League-Verein FC Chelsea unter Vertrag.

## Karriere

### Verein

#### Jugend
Estêvão wurde im Bundesstaat São Paulo, geboren und wurde 2017 in die Jugendakademie vom Cruzeiro EC aus Belo Horizonte aufgenommen. Im darauffolgenden Jahr 2018, im Alter von 10 Jahren, unterzeichnete er einen Profivertrag mit Nike und war damit der jüngste brasilianische Spieler, der einen Vertrag mit Nike erhielt, und übertraf damit den späteren Nationalspieler Rodrygo. Estêvão wechselte am 6. Mai 2021 in die Jugendakademie von Palmeiras, wobei die Entscheidung zum Wechsel von seinem Vater getroffen worden sein soll und die Umstände des Wechsels des Wunderkindes für Streitigkeiten sorgten. Im folgenden Jahr gewann Estêvão mit der U-17 Auswahl von Palmeiras den nationalen Pokal und die Meisterschaft, wobei Estêvão im Meisterschaftsfinale alle drei Tore zum 3:0-Sieg gegen den FC São Paulo erzielte.

#### Palmeiras
Am 7. Dezember 2023 gab Estêvão sein Profidebüt für Palmeiras, als er in der 78. Minute beim 1:1-Unentschieden in Cruzeiro eingewechselt wurde, welches den Titelgewinn in der Série A besiegelte. Mit 16 Jahren und 8 Monaten wurde er der viertjüngste Spieler des Vereins aller Zeiten. Am 24. April 2024 schoss er sein erstes Tor für Palmeiras beim 3:1-Sieg gegen Liverpool Montevideo in der Gruppenphase der Copa Libertadores 2024 und war damit nach Ângelo Gabriel und Endrick der dritte brasilianische Spieler unter 17 Jahren, dem dies gelang. In der Saison 2024 kam Estêvão regelmäßig zum Einsatz und erzielte 13 Tore in der Série A 2024. Er gewann zudem mit Palmeiras die Staatsmeisterschaft von São Paulo (sechs Spiele, zwei Tore). Für seine guten Leistungen wurde er ins Team der Saison gewählt. Er übertraf außerdem den Rekord von Neymar als 17-Jähriger mit den meisten Scorerpunkten in Brasilien im 21. Jahrhundert.

#### Wechsel nach England
Am 22. Juni 2024 gab der Premier-League-Klub FC Chelsea bekannt, dass Estêvão im Sommer 2025 nach seinem achtzehnten Geburtstag zum Klub wechseln wird. Laut Berichten liegt die Ablösesumme bei 34 Millionen Euro und kann durch erfolgsbedingte Zusatzzahlungen auf 60 Millionen steigen.

### Nationalmannschaft
Er nahm mit der brasilianischen U17-Nationalmannschaft an der U-17-Fußball-Weltmeisterschaft 2023 in Indonesien teil, wo er in fünf Spielen drei Tore erzielte. Am 23. August 2024 wurde Estêvão erstmals in die brasilianische A-Nationalmannschaft berufen, um an der Qualifikation für die FIFA-Weltmeisterschaft 2026 gegen Ecuador und Paraguay teilzunehmen. Er gab sein Debüt am 7. September 2024 bei einem 1:0-Sieg gegen Ecuador, als er in der 62. Minute eingewechselt wurde.

## Spielweise
Er erhielt als Jugendspieler den Spitznamen Messinho als Hommage an Lionel Messi, da die beiden einen ähnlichen Spielstil haben. Er wurde auch mit Neymar verglichen.

## Erfolge
Palmeiras
- Brasilianischer Meister: 2023
- Staatsmeister von São Paulo: 2024

Auszeichnungen
- Bola de Ouro: Bester Spieler und Entdeckung des Jahres - 2024[11]
- Prêmio Craque do Brasileirão: Bester Spieler und Entdeckung des Jahres - 2024[12]